# Zoran Žiletić
Zoran Žiletić (serbisch: Зоран Жилетић; * 14. Oktober 1933 in Belgrad, Königreich Jugoslawien; † 15. Dezember 2013 in Belgrad, Serbien) war ein serbischer Germanist und Hochschullehrer.

## Leben
Zoran Žiletić besuchte Schulen in seiner Geburtsstadt und schloss dort auch sein Germanistikstudium ab. Er wurde als Ordentlicher Professor an die Universität Belgrad berufen, wo er mehrfach den Lehrstuhl für Germanistik leitete. Von 1994 bis 1995 war er am Institut für Osteuropa an der Freien Universität Berlin tätig, hier hatte er ein Stipendium der Alexander von Humboldt-Stiftung für ein Projekt seiner Wahl erhalten.
Žiletićs Nachruf zählte diese Schwerpunkte seines Unterricht auf: „Mittelalterliche deutsche Literatur, die Geschichte der deutschen Sprache mit der parallelen Grammatik deutscher Sprachen, die Wortbildung, die Phonologie der gegenwärtigen deutschen Sprache und die germanistische Linguistik des 20. Jahrhunderts. Er untersuchte die Wortbildung der deutschen Sprache, die Unterschiede der grammatikalischen Systeme in der gegenwärtigen deutschen und serbokroatischen Sprache, das Prinzip der rechnerischen Präsentation des Sprachkorpus, das Prinzip der Periodisierung der Sprachengeschichte, die Geschichte der kontrastiven Analyse der deutschen und serbokroatischen Sprache, die Geschichte der Besiedelung der Habsburger Vojwodina und die Geschichte der serbisch-donauschwäbischen und serbisch-deutschen Beziehungen im 20. Jahrhundert.“

## Mitgliedschaften
Žiletić wurde 1998 auf eigenen Wunsch vorzeitig in den Ruhestand entlassen. Er war korrespondierendes Mitglied des Wissenschaftlichen Rates des Instituts für Deutsche Sprache in Mannheim, korrespondierendes Mitglied der Südosteuropa-Gesellschaft in München, Vorstandsmitglied des Instituts für deutsche Kultur und Geschichte Südosteuropas an der LMU München, Mitglied des Wissenschaftsrates des Zentrums gegen Vertreibung in Wiesbaden, ordentliches Mitglied der Europäischen Akademie der Wissenschaften und Künste in Salzburg. Er war eines der Gründungsmitglieder der „Gesellschaft für serbisch-deutsche Zusammenarbeit“ in Belgrad und ihr erster Vorsitzender.

## Ehrungen
Er war seit 2001 Träger des Verdienstordens der Bundesrepublik Deutschland am Bande für besondere Verdienste um die serbisch-deutschen Beziehungen. 2007 erhielt Žiletić die Verdienstnadel in Gold des „Verbandes der Donauschwaben in den USA“. Am 11. Juni 2011 wurde ihm das Ehrenkreuz für Wissenschaft und Kunst I. Klasse verliehen. Zudem zeichnete ihn die Landsmannschaft der Donauschwaben Oberösterreichs mit ihrer goldenen Verdienstmedaille aus.

## Veröffentlichungen (Auswahl)

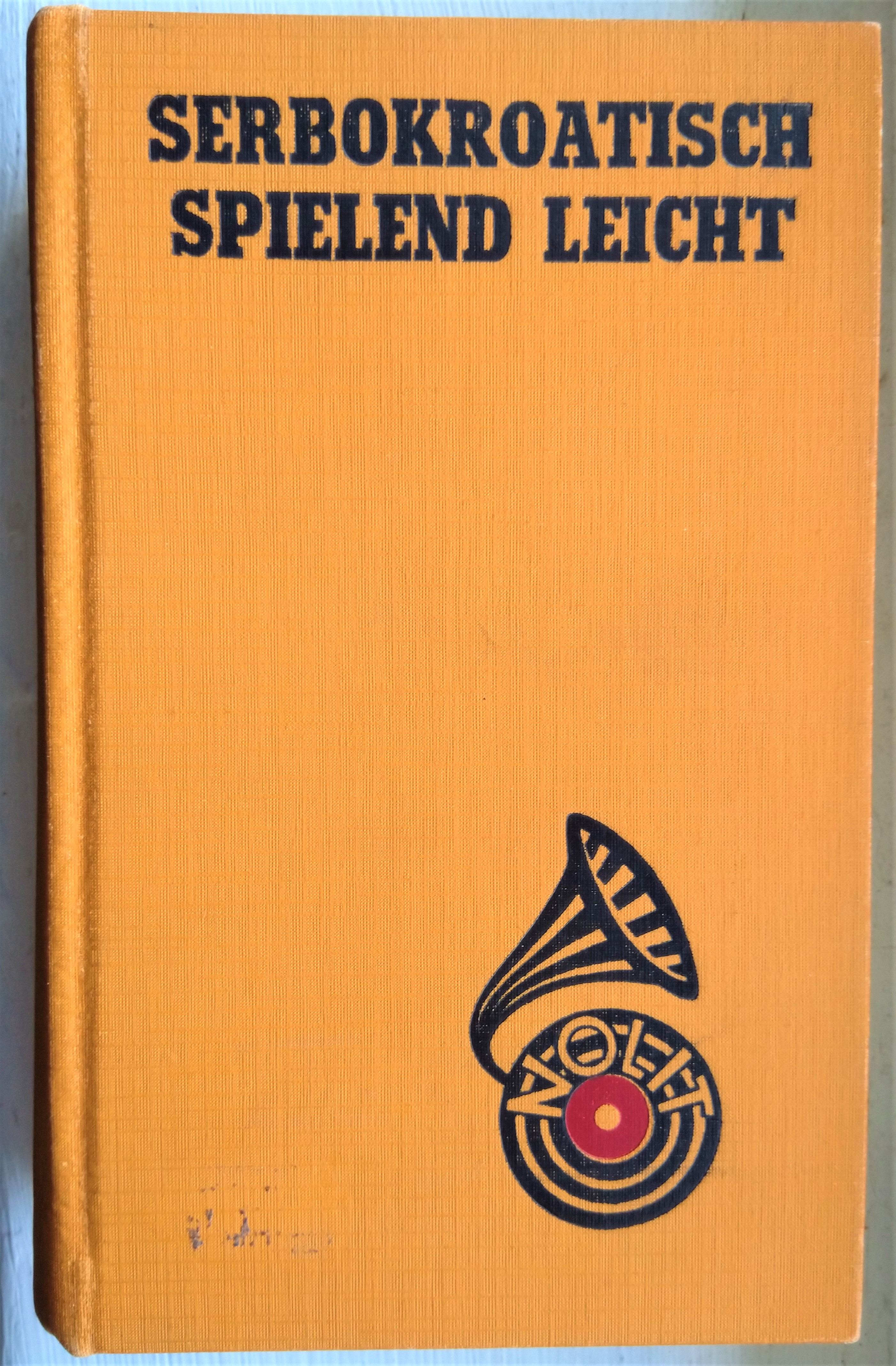
Lehrbuch von Žiletić, 1970

- Gramatika nemačkog jezika, 1983, mit Peter Rehder
- Serbokroatisch spielend leicht: in 130 Lektionen, mit einem Grammatiküberblick und einem Wörterbuch Serbokroatisch-Deutsch, Deutsch-Serbokroatisch, Verlag Nolit, Belgrad 1970, mit Jovan Đukanović
- Imenice i pridevi izvedeni sufiksima u novelama Mai und Beaflor i Koenigstochter von Frankreich. (sa osvrtom na prethodne hronoloske ravni). Filološki fakultet, 1973
- Die Geschichte der Donauschwaben in der Wojwodina. Zu ihrer Darstellung in Serbien und Deutschland. In: Südostdeutsche Vierteljahresblätter, 45. Jahrgang, München 1996, S. 83–90.